# 布里克尔
布里克尔（英語：Brickell）是位于美国佛罗里达州迈阿密的一个街区，因位于迈阿密河以南在历史上曾被称为南岸（英語：Southside）。该区域东临95号州际公路，南接椰林，北靠迈阿密河。作为迈阿密乃至南佛罗里达的金融中心，布里克尔毗邻迈阿密市中心南部，以其密集的城市景观和商业而闻名，拥有超过50栋豪华公寓、众多高层写字楼以及大量时尚商铺和高档餐厅，也是南佛罗里达步行便利性最高的区域。该街区因聚集全球数十家银行分支机构而成为迈阿密金融区的代名词，同时亦是众多领事馆、律师事务所、会计师事务所和咨询公司的集中地。
布里克尔的定居和开发史可追溯至19世纪中叶，到了20世纪初，迈阿密早期开发者之一的玛丽·布里克尔（Mary Brickell）在布里克尔大道上建造了一系列豪华宅邸，吸引了许多富裕阶层人士定居，该地区逐渐成为迈阿密的“百万富翁街”，街区和大道的名称均源自玛丽与丈夫威廉·布里克尔（William Brickell）的姓氏。1970年代起，写字楼、酒店和公寓开始取代历史悠久的豪宅，布里克尔逐渐超越迈阿密河以北的传统中央商务区，发展成为美国最大的金融区之一。
随着数十年的快速城市化，布里克尔的原始风貌已所剩无几，城市扩张导致其面貌发生显著变化。布里克尔大道沿线兴建了许多高层办公楼，而南部的下布里克尔（以东南第15街为界）则出现了密集的住宅高楼。1980年代的商业繁荣进一步推动了办公楼的供应量，最终塑造了今日兼具居住与商业功能的都市核心区。截至2024年，该街区常住人口约4万，是迈阿密人口密度最高的区域。